# Kościół Zwiastowania Najświętszej Maryi Panny w Łabiszynie
Kościół Zwiastowania Najświętszej Maryi Panny w Łabiszynie (dawna fara) – jeden z dwóch rzymskokatolickich kościołów parafialnych w Łabiszynie, w powiecie żnińskim, w województwie kujawsko-pomorskim. Należy do dekanatu Łabiszyn diecezji bydgoskiej.
Pierwszy kościół powstał jako późnoromańska bazylika, na jej fundamentach został wzniesiony w XVI i XVII wieku kościół Najświętszej Maryi Panny, po pożarze w 1761 został on rozebrany, zachowało się tylko prezbiterium, do którego w 1895 roku został dobudowany klasztor sióstr Elżbietanek. Od 1 lipca 1996 roku dawne prezbiterium pełni funkcję drugiego kościoła parafialnego w mieście.